# Шато Вуе
Шато Вуе (фр. Château-Voué) насеље је и општина у североисточној Француској у региону Лорена, у департману Мозел која припада префектури Шато Сален.
По подацима из 2011. године у општини је живело 121 становника, а густина насељености је износила 16,2 становника/km². Општина се простире на површини од 7,47 km². Налази се на средњој надморској висини од 250 метара (максималној 334 m, а минималној 214 m).

## Демографија
| 1962. | 1968. | 1975. | 1982. | 1990. | 1999. | 2011. |
| ----- | ----- | ----- | ----- | ----- | ----- | ----- |
| 116   | 121   | 107   | 93    | 76    | 98    | 121   |

График промене броја становника у току последњих година